# Naturgasledning

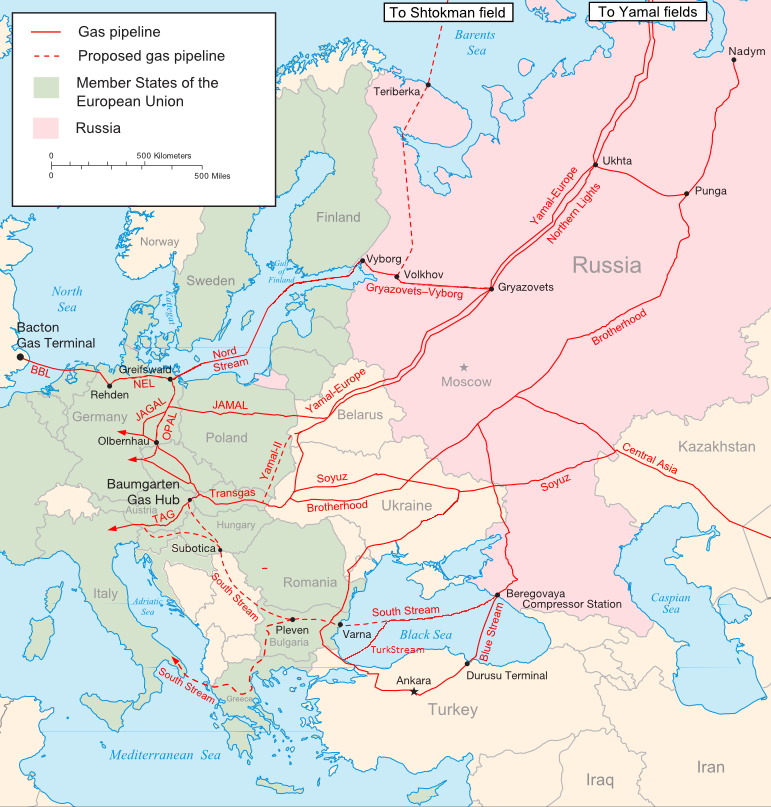
Större befintliga och planerade naturgasledningar för ryskgas till Västeuropa

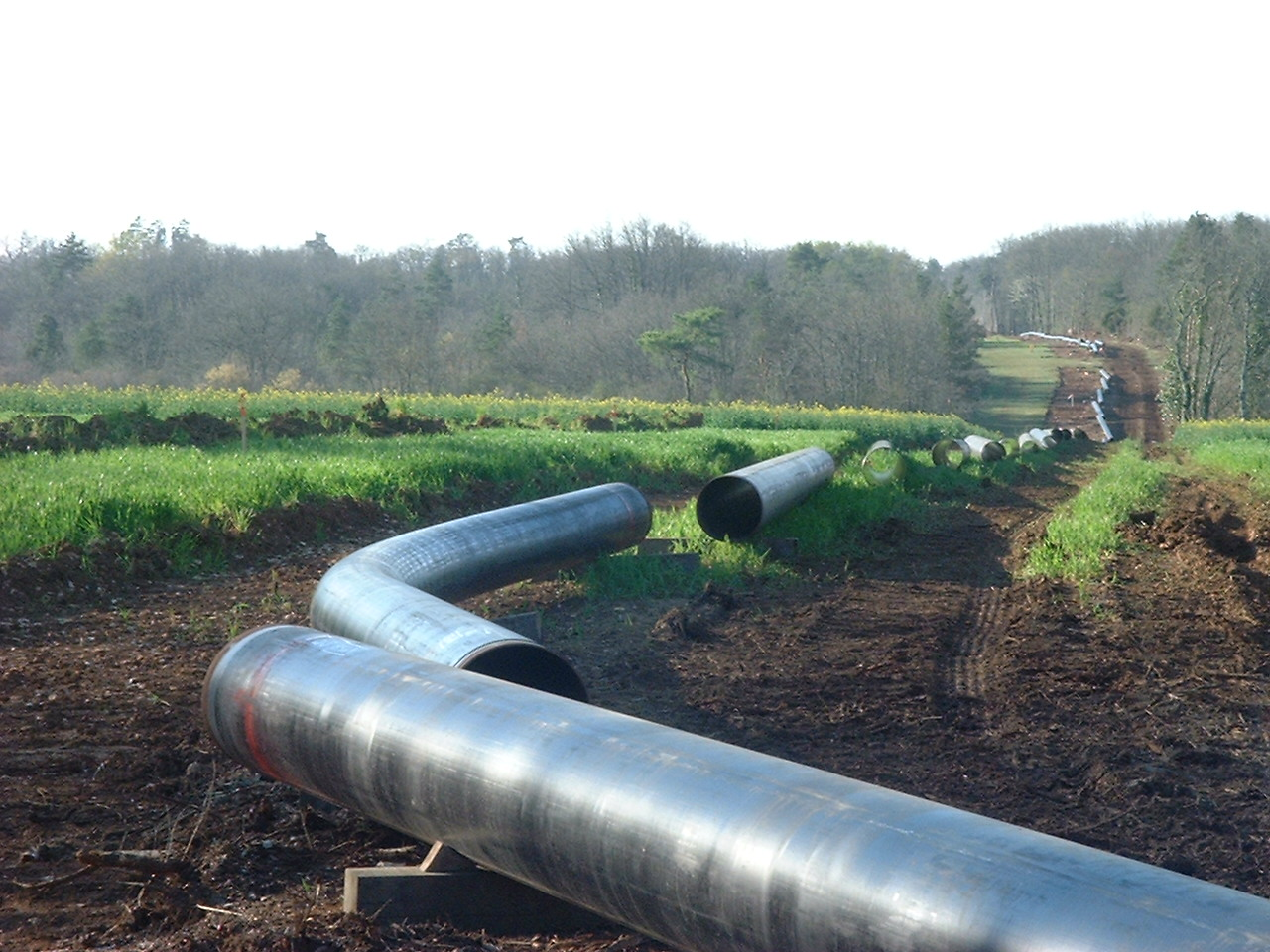
Naturgasledning under anläggande i Frankrike.

En naturgasledning är en pipeline eller annan ledning för naturgas.

## Svensk juridisk definition
Enligt den svenska Naturgaslagen (2005:403) är naturgasledning en rörledning, mät- och reglerstation, linjeventilstation, rensdonsstation och kompressorstation avsedda för naturgas.

## Exempel på naturgasledningar
- Nord Stream
- Baltic Pipe
- Balticconnector
- Europipe II
- Jamal-Europa pipeline
- Gas Interconnection Poland-Lithuania